# Lucia Danieli
Lucia Danieli (Arzignano, 4 febbraio 1927 – Lonigo, 16 gennaio 2005) è stata un mezzosoprano italiano, attiva principalmente tra la fine degli anni '40 e gli anni '60 del Novecento italiano, con alcuni ruoli anche all'estero.

## Biografia
Lucia Danieli nasce il 4 febbraio del 1927 ad Arzignano in Veneto. Studia a Firenze al Teatro Comunale nella scuola dei giovani con Arrigo Pedrollo, dove esordisce il 30 novembre 1948 come Clotilde nell'opera Norma di Vincenzo Bellini assieme a Maria Callas. Successivamente, il 26 agosto 1951 è nella città di Spoleto, assieme a Franco Corelli, dove è Carmen nell'omonima opera, con la direzione di Ottavio Ziino.
Nel 1952 fa il suo debutto al Teatro La Scala di Milano come La Cieca nella grande opera La Gioconda, nuovamente con la Callas. Inoltre, prende parte a Madama Butterfly, per cui incide nel 1955 anche discograficamente sotto la direzione del maestro Herbert von Karajan. L'anno successivo è La Cieca a Firenze nel melodramma La Gioconda con Anita Cerquetti, Ebe Stignani, Gianni Poggi e Ettore Bastianini, con grande successo di pubblico, opera ripresa anche all'Arena di Verona. Nel 1957 vengono eseguite due opere di Lorenzo Perosi dal titolo Giudizio Universale e Tranistus animae, in cui prende parte la Danieli, mentre, il 1º luglio 1959 apre la stagione alle Terme di Caracalla con Lohengrin e la direzione di Franco Capuana. Nell'agosto è sempre alle terme di Roma per Il trovatore, dove è Azucena per quattro date.
Nel 1967 è Ulrica per Un ballo in maschera, insieme a Carlo Bergonzi in alcune località italiane e a Tokyo in Giappone, la cui interpretazione viene apprezzata dalla critica. L'anno successivo non canta in nessuna opera e riprende nel 1969, dove, però non riesce ad avere il successo ottenuto precedentemente.
Il 1º giugno del 1986 viene mandato in onda su Rai Radio 1 Suor Angelica, in cui la Danieli è la Badessa, con la direzione di Lamberto Gardelli.
Muore a Lonigo il 16 gennaio 2005. L'anno successivo viene pubblicato un compact disc in suo ricordo con alcune registrazioni live dal 1956 al 1967 da parte del comune di Arzignano.

## Repertorio
| Ruolo                      | Titolo                       | Autore       |
| -------------------------- | ---------------------------- | ------------ |
| Clotilde                   | Norma                        | Bellini      |
| Carmen                     | Carmen                       | Bizet        |
| Cieca                      | La Gioconda                  | Ponchielli   |
| Azucena                    | Il trovatore                 | Verdi        |
| Ulrica                     | Un ballo in maschera         | Verdi        |
| Amneris                    | Aida                         | Verdi        |
| Suzuki                     | Madama Butterfly             | Puccini      |
| Badessa                    | Suor Angelica                | Puccini      |
| L'Anima                    | Transitus animae             | Perosi       |
| Lo Spirito della Giustizia | Giudizio Universale          | Perosi       |
| Fenena                     | Nabucco                      | Verdi        |
| Marta                      | Mefistofele                  | Boito        |
| La Marchesa                | La via della finestra        | Zandonai     |
| Afra                       | La Wally                     | Catalani     |
| Rosa Mamai                 | L'Arlesiana                  | Cilea        |
| Gudrun                     | Hulda                        | Franck       |
| La Governante              | Don Chisciotte               | Frazzi       |
| Madelon                    | Andrea Chénier               | Giordano     |
| Maria Larisch              | Mayerling                    | Giuranna     |
| Madre                      | Hänsel e Gretel              | Humperdinck  |
| Assunta                    | Il diavolo in giardino       | Mannino      |
| La zia                     | Vivì                         | Mannino      |
| Lola                       | Cavalleria rusticana         | Mascagni     |
| Rosa                       | Silvano                      | Mascagni     |
| Madre                      | Il console                   | Menotti      |
| Assunta                    | The Saint of Bleecker Street | Menotti      |
| Jacopa/Tessa               | Vanna Lupa                   | Pizzetti     |
| Arnalta                    | L'incoronazione di Poppea    | Monteverdi   |
| La nutrice di Ksenjia      | Boris Godunov                | Musorgskij   |
| Chivrija                   | La fiera di Soročincy        | Musorgskij   |
| Morgana                    | Il Giglio di Alì             | Pedrollo     |
| Zita                       | Gianni Schicchi              | Puccini      |
| La frugola                 | Il tabarro                   | Puccini      |
| Strega                     | La campana sommersa          | Respighi     |
| Ecuba                      | Ecuba                        | Rigacci      |
| Marfa                      | L'uragano                    | Rocca        |
| Maria                      | Mosè in Egitto               | Rossini      |
| Sacerdotessa/              | Olympie                      | Spontini     |
| Madre                      | Mavra                        | Stravinskij  |
| Marta                      | Iolanta                      | Čajkovskij   |
| Filipp’evna                | Eugenio Onegin               | Čajkovskij   |
| Mrs.Quickly                | Falstaff                     | Verdi        |
| Preziosilla                | La forza del destino         | Verdi        |
| Maddalena                  | Rigoletto                    | Verdi        |
| Ortrud                     | Lohengrin                    | Wagner       |
| Floßhilde                  | Il crepuscolo degli dei      | Wagner       |
| Floßhilde                  | L'oro del Reno               | Wagner       |
| Margherita                 | I quattro rusteghi           | Wolf-Ferrari |

## Discografia
- 1956 - Stride la vampa
- 1956 - Condotta ell’era in ceppi
- 1956 - Mal reggendo all’aspro assalto
- 1956 - Giorni poveri viveva
- 1956 - Madre, non dormi... (con Flaviano Labò, Aldo Protti, Salvatore Catania, Coro e Orchestra del Teatro di Piacenza diretti dal maestro Franco Patanè)
- 1957 - Esser madre è un inferno (con l'Orchestra sinfonica nazionale della RAI diretta dal maestro Pietro Argento)
- 1963 - Fu la sorte dell’armi (con Claudia Parada, Coro e l’Orchestra del teatro Verdi di Pisa diretti dal maestro Napoleone Annovazzi)
- 1965 - Avete udito, di là dal bosco (con Virginia Zeani, Orchestra del teatro dell’Opera di Roma diretta dal maestro Lorin Maazel)
- 1967 - Re dell’abisso
- 1967 - Che v'agita così (con Carlo Bergonzi, Antonietta Stella e orchestra diretta dal maestro Oliviero De Fabritiis)
- ? - S’apre per te il mio cor